# Рогич, Том
То́мас Пе́тар (Том) Ро́гич (серб. Томас Петар "Том" Рогић / Tomas Petar "Tom" Rogić; 16 декабря 1992, Гриффис, Австралия) — австралийский футболист клуба «Вест Бромвич Альбион». Выступает на позиции атакующего полузащитника. Игрок национальной сборной Австралии.

## Клубная карьера

### «Сентрал Кост Маринерс»
2 января 2012 года Рогич подписал контракт с клубом А-лиги «Сентрал Кост Маринерс». В основном составе нового клуба Том дебютировал 21 января 2012 года в матче против «Аделаида Юнайтед», выигранном со счетом 3:2. Свой первый гол за клуб он забил в ворота «Мельбурн Виктори» в проигранном для «Маринерс» матче со счетом 1:2, а позже он был удостоен звания «Лучший молодой игрок февраля».

### «Селтик»
17 января 2013 года было объявлено, что Рогич подписал контракт с шотландским клубом «Селтик» сроком на 4,5 года. Сумма, уплаченная «кельтами» за серба с австралийским паспортом, составила £400 000. Дебютировал Том за «Селтик» 9 февраля 2013 года в матче шотландской Премьер-лиги против «Инвернесс Каледониан Тисл», отличившись результативной передачей на Криса Коммонса в матче, выигранном «кельтами» со счетом 3:1.

## Международная карьера
За сборную Австралии Рогич впервые сыграл 14 ноября 2012 года, выйдя на замену в матче против Южной Кореи.
В 2019 году включён в состав сборной на кубок Азии в ОАЭ. 15 января, на 3 минуте добавленного к матчу времени, забил третий победный гол своей команды в третьем матче группового этапа в ворота сборной Сирии. Австралия одержала победу со счётом 3:2.

## Достижения
«Сентрал Кост Маринерс»
- Чемпион Австралии: 2011/12

«Селтик»
- Чемпион Шотландии (8): 2012/13, 2013/14, 2015/16, 2016/17, 2017/18, 2018/19, 2019/20, 2021/22
- Обладатель Кубка Шотландии (5): 2012/13, 2016/17, 2017/18, 2018/19, 2019/20
- Обладатель Кубка шотландской лиги (5): 2016/17, 2017/18, 2018/19, 2019/20, 2021/22